# 北条直定
北条 直定（ほうじょう なおさだ、生没年不詳）は、戦国時代の武将で、北条氏政の子。妻は北条氏規の娘。子は男子に北条氏時（うじとき）。太田氏房とは同母兄にあたる。
系図類では氏定の諱も伝えられるが、誤伝なのか小田原合戦後に改名したものかは定かではない。

## 来歴
父氏政の弟氏邦の長男東国丸は天正11年（1583年）3月に死去し、次男亀丸は武将として生きていくのが難しく出家した（天正13年（1585年）に三男光福丸が誕生しているも後に夭折）。そこで後継者不在となった氏邦に対し、天正11年か12年頃（1584年）に養子入りしたとされる。
元服時期は明確ではないものの、天正18年（1590年）の小田原合戦の際には元服して仮名新太郎を称していたことが確認される。長兄の北条氏直から一字を与えられて直定と名乗る。
小田原合戦後は氏直に従って高野山にて隠棲、翌同19年（1591年）に赦免されると同じく赦免されたとみられるが、氏邦との養子関係は解消されたと見られ、出家して良安と称した。文禄4年（1595年）には還俗して大坂にいた可能性が高い。しかしその後の動向は不明。
子の氏時の代からは徳川家康の十男・頼宣の家系（紀州徳川家）に仕え、氏時の子・氏常（うじつね、実父は狭山藩主家の北条氏利）、養子・氏成（うじなり）、氏賢（うじかた）まで確認できる。